# Praline
Praline su vrsta slastica oblikovani i ukrašene raznim dodacima. Posebni su čokoladni bonbon s punjenjem. Sastoje se od čokolade koja je punjena primjerice s marcipanom, raznim kremama, orasima, nougatom, sušenim voćem ili likerima (uključujući i alkoholom).
Kao izumitelj bombonjere slovi kuhar maršala du Plessis-Praslina (1598. – 1675.; César, duc de Choiseul, comte du Plessis-Praslin (1602. – 1675.; po kojemu su dobile ime praline), koji ih je vjeruje se izumio u dvorcu Château of Vaux-le-Vicomte.
Kutija ili posuda s pralinama je bombonijera.

## Povezeni članci
- Bajadera